# Apophthisis congregata
Apophthisis congregata là một loài bướm đêm thuộc họ Gracillariidae. Nó được tìm thấy ở Hoa Kỳ (California).